# Битва при Катраете
Битва при Катраете (англ. Battle of Catraeth) — одна из раннесредневековых битв времён англосаксонского завоевания Британии. Произошла в 598 году. Главный источник о ней — валлийская поэма «Y Gododdin» (англ.).
Король Дин-Эйдина (современного Эдинбурга) Минидог Богатый стал править в 597 году и уже в 598 году он собрал своё войско (около 300 человек) и направил его в область современных Нортумберленда и Северного Йоркшира. Неизвестно, был ли сам с армией Минидог, но его брат Кинан ап Клидно был точно. Также у Минидога был известен ещё до битвы сын Домнагуал.
Армия Берниции насчитывала до 9000 человек. Возможно, армией командовал король Этельфрит. По преданию, от войска Дин Эйдина осталось три человека, включая самого Кинана ап Клидно.
Победу в битве при Катраете большинство современных исследователей приписывает англам короля Этельфрита, но существует и мнение о том, что те потерпели от бриттов поражение.